# سفارة تركيا في واشنطن العاصمة
سفارة لبنان في الولايات المتحدة هي التمثيلية الرسمية وسفارة تركيا في الولايات المتحدة.

## مقالات ذات صلة
- سفارة الكويت في واشنطن العاصمة
- سفارة المغرب في واشنطن العاصمة
- سفارة فرنسا في واشنطن العاصمة